# Le Lac-d’Issarlès
Le Lac-d’Issarlès ist ein Ort und eine Gemeinde mit 251 Einwohnern (Stand 1. Januar 2022) im äußersten Westen des südfranzösischen Départements Ardèche in der Region Auvergne-Rhône-Alpes.

## Lage
Le Lac-d’Issarlès liegt in der Berglandschaft der Monts d’Ardèche, dem südöstlichen Teil des Zentralmassivs, nahe beim Oberlauf der Loire und gut 52 km (Fahrtstrecke) nordwestlich von Aubenas bzw. ca. 40 km südöstlich von Le Puy-en-Velay in einer Höhe von ca. 990 m ü. d. M. Das Klima ist gemäßigt; Regen fällt verteilt über das ganze Jahr.

## Wirtschaft
Traditionell lebte die Bevölkerung von der Viehzucht und ein wenig Ackerbau auf zum Teil terrassierten Feldern, die jedoch wegen der Höhenlage nur geringe Erträge hervorbrachten, so dass häufig Esskastanien die Grundversorgung bildeten. Heute spielen Forstwirtschaft und Tourismus in Form der Vermietung von Ferienhäusern (gîtes) die bedeutendsten Rollen im Wirtschaftsleben des Ortes.

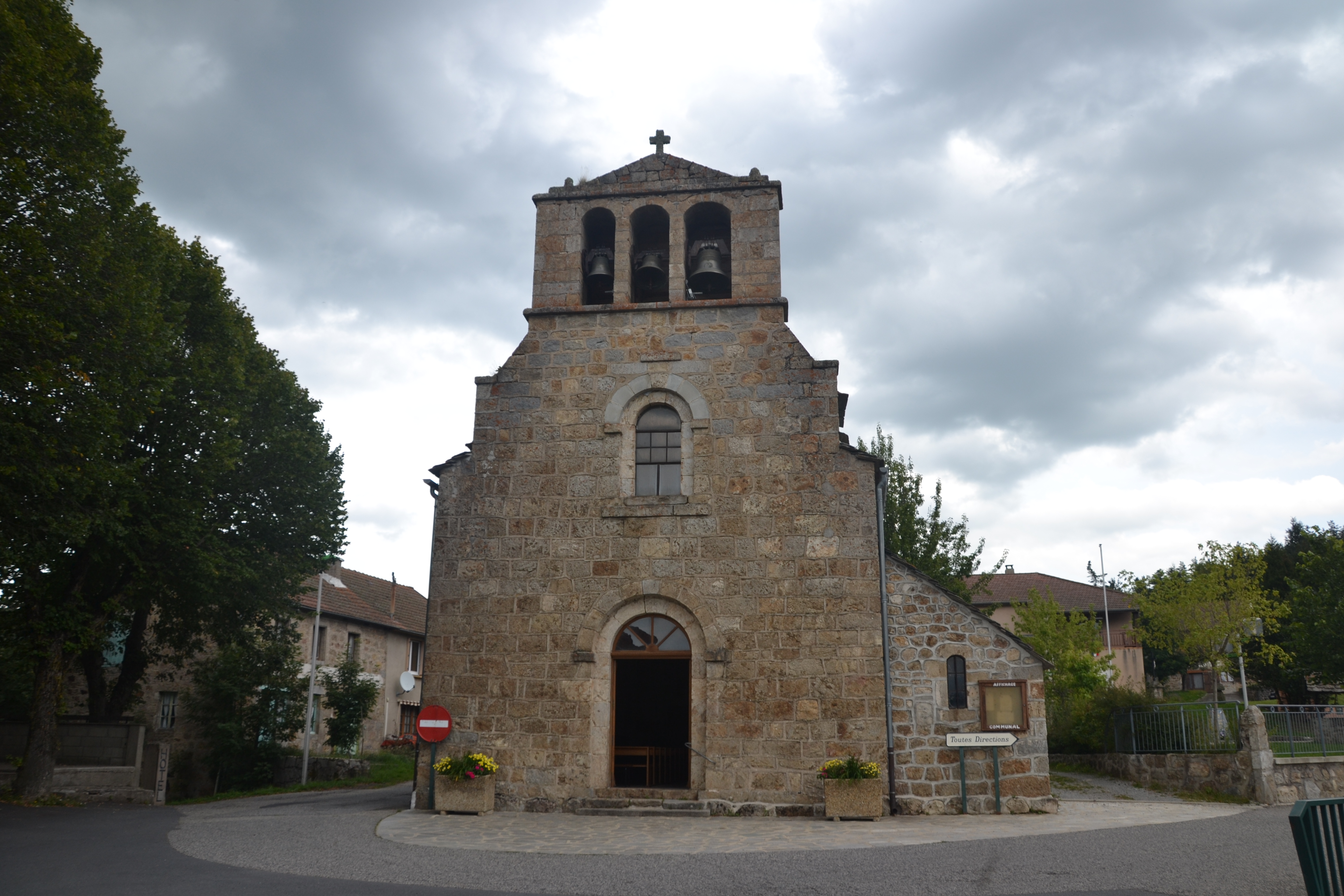
Kirche Notre-Dame de la Montagne

## Geschichte
Le Lac-d’Issarlès war bis zum Jahr 1929 Bestandteil der flächenmäßig großen Gemeinde Issarlès; der Ort verfügte jedoch schon seit dem ausgehenden 19. Jahrhundert – auf Initiative des damaligen Pfarrers (curé) – über eine eigene Pfarrkirche.

### Bevölkerungsentwicklung
| Jahr                       | 1962 | 1968 | 1975 | 1982 | 1990 | 1999 | 2009 | 2016 |
| Einwohner                  | 304  | 253  | 284  | 290  | 261  | 253  | 274  | 300  |
| Quellen: Cassini und INSEE |      |      |      |      |      |      |      |      |

Der kontinuierliche Rückgang der Einwohnerzahlen seit der Mitte des 20. Jahrhunderts ist im Wesentlichen auf die Mechanisierung der Landwirtschaft und den damit einhergehenden Verlust an Arbeitsplätzen zurückzuführen. Darüber hinaus entvölkerten sich nahezu alle Bergregionen Europas zugunsten der tiefer gelegenen Städte.

## Sehenswürdigkeiten
- Die in der zweiten Hälfte des 19. Jahrhunderts erbaute einschiffige Pfarrkirche hat einen dreigeteilten Glockengiebel. Das Kirchenschiff ist tonnengewölbt und durchgängig weiß verputzt.
- Der nahezu kreisrunde Kratersee des nur etwa 500 m entfernten Sees ist vulkanischen Ursprungs. Er hat eine Fläche von annähernd 97 ha und eine maximale Tiefe von 138 m. Das Wasser ist sauber und wird von Badenden und kleineren Booten genutzt.
- Am Ufer des Sees befanden sich mehrere Wohnhöhlen; eine davon wurde restauriert und kann besichtigt werden.
- Zahlreiche Wanderwege in der waldreichen Umgebung sind markiert und bieten schöne Ausblicke. Einer führt auch zur nur ca. 1 km entfernten Loire.